# Irina Chunijóvskaya
Irina Chunijóvskaya (en ruso: Ирина Чуниховская; 16 de julio de 1967) es una deportista soviética que compitió en vela en la clase 470. Participó en los Juegos Olímpicos de Seúl 1988, obteniendo una medalla de bronce en la clase 470 (junto con Larisa Moskalenko).

## Palmarés internacional
| \| Juegos Olímpicos \| Juegos Olímpicos \| Juegos Olímpicos \| Juegos Olímpicos \| \| Año \| Lugar \| Medalla \| Clase \| \| ---------------- \| -------------------- \| ----------------- \| ---------------- \| \| 1988 \| Seúl (Corea del Sur) \| Medalla de bronce \| 470 \| |                      |                   |       |
| Juegos Olímpicos |                      |                   |       |
| Año | Lugar                | Medalla           | Clase |
| 1988 | Seúl (Corea del Sur) | Medalla de bronce | 470   |